# Пхохан Стілерс
«Пхохан Стілерс» (кор. 포항 스틸러스 Пхохан Ситіласи) — корейський футбольний клуб з міста Пхохан. Засновано в 1973 році корпорацією POSCO. Домашні матчі проводить на стадіоні «Стіл'ярд Стедіум». Наразі грає в К-Лізі, головному футбольному турнірі Республіки Корея. П'ятиразовий чемпіон Кореї (1986, 1988, 1992, 2007, 2013).

## Назви
- 1973—1984 — «ПОСКО» (POSCO)
- 1984—1985 — «ПОСКО Дольфінс» (POSCO Dolphins)
- 1985—1997 — «ПОСКО Атомс» (POSCO Atoms)
- 1997—н.в. — «Пхохан Стілерс» (Pohang Steelers)

## Досягнення
- Чемпіон Республіки Корея (5): 1986, 1988, 1992, 2007, 2013
- Володар Кубка Південної Кореї (6): 1996, 2008, 2012, 2013, 2023, 2024
- Володар Кубку Корейської ліги (2): 1993, 2009
- Переможець Азійського Кубку чемпіонів (2): 1997, 1998
- Переможець Ліги чемпіонів АФК: 2009
- Фіналіст Суперкубка Азії (2): 1997, 1998
- Фіналіст Афро-Азійського клубного чемпіонату: 1997, 1998

## Відомі гравці
- Грег Браун
- Андрезіньо
- Аббас Обід
- Бертен Тому
- Сергій Агашков
- Сергій Коновалов
- Раде Богданович
- Кім Дже Сон
- Кім Хьон Іль
- Лі Дон Гук
- Лі Хве Тхек
- О Бом Сок
- Хон Мьон Бо
- Хван Сон Хон
- Чон Сон Рьон

## Відомі тренери
- Хо Джон Му